# Aborygenek lancetoczuby
Aborygenek lancetoczuby (Geophaps plumifera) – gatunek średniej wielkości ptaka z rodziny gołębiowatych (Columbidae). Występuje w Australii z wyjątkiem jej południowych i wschodnich części. Nie jest zagrożony wyginięciem.

## Systematyka
Wyróżniono następujące podgatunki:
- G. plumifera ferruginea (Gould, 1865) – aborygenek rdzawy[5] – środkowo-zachodnia Australia Zachodnia. Przez niektórych systematyków uznawany za osobny gatunek[4].
- G. plumifera leucogaster (Gould, 1867) – centralna i północno-wschodnia Australia.
- G. plumifera plumifera Gould, 1842 – aborygenek lancetoczuby[5] – północna Australia Zachodnia, zachodnie Terytorium Północne.

## Morfologia
Długość ciała wynosi 20–24 cm, masa ciała: samce 73–130 g, samice 70–110 g. Rozpiętość skrzydeł 30–35 cm.
Aborygenek lancetoczuby posiada na głowie długi, rozwichrzony czub. Poza spodnimi częściami ciała w upierzeniu przeważa barwa rdzawa, co ułatwia mu maskowanie się. Przez oko biegnie czerwona pręga skórna. Ma białe pasy na policzkach, pod nimi szarą i czarną plamę. Na grzbiecie występują czarne i niebieskoszare pręgi. Dymorfizm płciowy nie jest wyraźny.

## Ekologia
Biotop
Zasiedla suche, trawiaste tereny, z przewagą traw z rodzajów Triodia i Plectrachne (oba należą do rodziny wiechlinowatych), a także otwarte, zadrzewione tereny ze skałami.
Pożywienie
Żywi się niemal wyłącznie nasionami traw, drzew, krzewów i ziół, jednak termity mogą stanowić ok. 4% jego diety. Spożywa głównie nasiona trawy Triodia pungens i Cleome viscosa. Zbierane z ziemi nasiona eukaliptusów stanowią ok. 8% diety.
Lęgi
Gniazdo stanowi wgłębienie w ziemi, osłonięte skałą lub kępą trawy. Składa 2 białe jaja. Inkubacja trwa 16–18 dni.

## Status
Międzynarodowa Unia Ochrony Przyrody (IUCN) uznaje aborygenka lancetoczubego za gatunek najmniejszej troski (LC, Least Concern). Liczebność populacji nie została oszacowana, ale ptak ten opisywany jest jako pospolity lub bardzo liczny. Ze względu na brak dowodów na spadki liczebności bądź istotne zagrożenia dla gatunku BirdLife International uznaje trend liczebności populacji za prawdopodobnie stabilny.